# 相原翼
相原 翼（あいはら つばさ、1997年1月25日 - ）は、日本の元AV女優。

## 略歴
イメージビデオモデルを経て、2015年10月に本中の専属女優として「福岡の港町から来た18歳・経験人数1人のさわやかショートカット美少女がAVデビュー」のキャッチコピーでデビュー。所属事務所はエベレスト。
AV OPEN 2016にて『過激なオプションで大人気。 予約の取れない添い寝リフレ。』で乙女部門第2位を受賞。
2016年2月をもって専属を離れ企画単単体女優となり、2017年まで活動。

## 人物
長野県出身。
趣味はボカロ・アニメ鑑賞・ニコ生・コスプレ。特技は手話。
ショートカットのスレンダー体型で、外見から女子高生役での出演が多い。

## 出演作品

### イメージDVD
- 絶対ショートカット宣言!（2015年7月23日、INTEC Inc）※「夏目ヒカル」名義[7]
- 純系ショートカット（2016年4月23日、INTEC Inc）※「夏目つかさ」名義
- 相原翼はオレのカノジョ。（2016年4月25日、GARDEN）
- Naked（2016年6月24日、グラッソ）
- どきゅめんと 〜ツンデレなショートカット美女〜（2016年8月26日、スパイスビジュアル）※「市川美里」名義
- Dear Feeling（2017年3月20日、キャメロンG）
- アイドルのアナ*（2020年8月28日、スパイスビジュアル）※「市川美里」名義

### アダルトDVD
2015年
- 大型新人専属デビュー!! さわやかショートカット美少女 AVデビュー!!（10月25日、本中）[8][9]
- 女の子だって学校で中出ししたい!（11月25日、本中）[10]
- 僕と翼の中出しツンデレ同棲性活♪（12月25日、本中）

2016年
- キメセクに負けて中出し肉便器堕ち!（1月25日、本中）
- こんな生徒に中出しするためにオレ達は教師になった。（2月25日、本中）
- アイドル志願のJKに睡眠薬と女性用バイアグラでイタズラし放題 避妊不要の中出しアルバイト（4月8日、宇宙企画）
- うしじまいい肉プロデュース アイドル原石 宅コスレイヤー（4月22日、宇宙企画）
- 短髪ショートカットの男装女子（4月22日、TMA）
- 女子校生中出しソープ（5月1日、ワンズファクトリー）
- 勤務中隙だらけ! パンチラOL楽勝ナンパ!!（5月13日、S級素人）
- 爽やかショートカット女子大生 相原翼本物中出し14発（5月25日、本中）※ベスト版
- パパママ頑張れ! ぬるぬるローションで仲良し家族対抗ハメハメ合戦!!（7月7日、SODクリエイト）※「佐々木ヒカル」名義
- こすパコ!（8月12日、JUKE）
- ナンパ連れ込み昏睡中出しマッサージ ショートカット美少女限定（8月19日、マッサGoGo!!）
- 過激なオプションで大人気。 予約の取れない添い寝リフレ。（9月1日、ミニマム）　※AV OPEN 2016 乙女部門2位
- スキにしていいですよ?従順なウブ美少女のSEX事情（9月1日、S-Cute）
- 微乳ショートカット美少女にハメまくりヤリ放題!!（9月13日、イッパツオネガイ）※「つばさ」名義
- ショートカット美少女陵辱 Steel Hold vol.7（9月19日、TEPPAN）
- 完全撮り下ろし 鉄板女優さんの好きなように手コキして下さい。（9月19日、TEPPAN）
- おカネの為でいいじゃない（o≧▽ﾟ）o友達だけど素股して下さい!! 2（9月23日、DOC）
- 父・祖父のすぐ側でイタズラされても抵抗出来ない男湯ギリギリOK娘 2（9月23日、DOC）
- 5月6日はゴムの日!! コンドームをちゃんと装着出来るか見せて下さいとノリのよいお姉さまをナンパ!! 用意されたチ●ポに頑張って着けようと勃起させてくれたのでそのまま挿入!! 途中でゴムを外して生ハメしたら気持ち良すぎて断らないのでドップリ大量中出し!!（9月25日、ナンパJAPAN）※「みく」名義
- 長年手塩にかけて真面目な姪っ子をチ○ポ狂いに育てる事に成功した。 the SEXUAL BREEDING（10月1日、ムーディーズ）[11]。
- 田舎から上京したての右も左もわからないウブカワ美少女限定 媚薬固定バイブでアクメアルバイトしてみませんか? 強制絶頂ウエイトレス編（10月6日、ROCKET）
- 生中出し女子校生4時間 Special Selection Vol.7（10月14日、BAZOOKA）
- 悟り世代に逆人生相談! JKにおじさんの悩みを聞いてもらいました（11月11日、DOC）※「つかさ」名義
- そこのお姉さん! ボクらと男気野球拳しませんか!! ただの野球拳…ではなくパンイチ姿からスタートする賞金をかけた真剣勝負! 第3弾 裸一貫で羞恥に晒された素人娘に賞金とチ○ポをチラつかせセックス交渉! ハメを外しすぎて中出しOK!?（12月1日、ナンパJAPAN）※「ななみ」名義

2017年
- 妊娠女子校生援○交際なまなかだし10連発（1月13日、REAL）
- 飼 二畳半なかだし飼育生活。 吹奏楽部 つばさ 出席番号001（1月27日、宇宙企画）
- 美脚×ハイレグ×ストッキング眼鏡 VOL.001（1月27日、BAZOOKA）
- ザ・マジックミラー 顔出し! 女子大生限定 インタビュー中の素人娘にいきなりデカチン即ハメ! はじめましてで巨根をねじこまれ戸惑う間もなく素人オマ○コの感度は急上昇!激ピストンで本気イキ!! 2 in池袋（2月7日、ディープス）※「のぞみ」名義
- 大胆なパンチラ誘惑に、気づいたらハメてしまった僕（2月10日、BAZOOKA）
- 神待ちJKに我が家が占領されたから子作り（3月13日、ZUKKON/BAKKON）
- マジックミラー号 田舎からやってきた修学旅行生10名 未成年には過激な保健体育の特別講義でキツキツおま○こに挿入! 汚れなき10代乙女の顔に精子をダラっと発射! 10人中6人挿入成功!（3月18日、SODクリエイト）※「なお」名義
- 完全撮り下ろし 男を狂わせるフェラ痴オ（3月19日、TEPPAN）
- エッチな恋はダメですか? ショートカットがかわいい美少女のSEX事情（4月1日、S-Cute）
- レズビアンに染められた新入社員（4月25日、ビビアン）共演:篠田ゆう、竹内真琴(本作品よりレズ解禁となる[12])
- 相席居酒屋でナンパした仲良し2人組をお持ち帰り。コソコソHしていると隣の部屋にいるガードの堅い女友達はヤラせてくれるか 【其の16】（5月1日、変態紳士倶楽部）
- 初【潮】JK痴漢 恥ずかし快感で我慢できず吹き漏らすウブ娘6名を発掘!（6月1日、ナチュラルハイ）
- 1人カラオケ店の個室で痙攣絶頂して何度もイキ果てる池袋JKオナニー盗撮 2（6月1日、変態紳士倶楽部）
- 整体院の客がスレンダーボディに悩みすぎてるから子作り（6月19日、ZUKKON/BAKKON）
- 秋葉原地下アイドル監禁 ファンによる投稿わいせつ映像 CASE001（8月13日、HERO）

2020年
- マジックミラー号 「童貞くんのオナニーのお手伝いしてくれませんか…」 スポーツに本気で打ち込む体育大学の女子生徒が童貞くんを赤面筆おろし!（3月26日、SODクリエイト）※「あい」名義
- マジックミラー号 男友達みたいなボーイッシュな女の子が媚薬チ○ポでハメ潮スプラッシュ（5月21日、ROCKET）※「つばさ」名義
- 朝、目が覚めると見知らぬ女。酔っ払って自宅に連れ込んだ女と朝から晩までヤリまくり性交。 ショートカット美女 えふ（6月19日、クリスタル映像）[13][14]
- アダルトビデオに出たい素人、面接しました。08 〜えふさんのAV面接〜（8月13日、バルタン）

### VR
- 男の子みたいな女の子と…。 僕が女だって事を、先生が隠しててくれたらなんでもしますよ…。 イケナイ放課後VR（2020年1月13日、SODクリエイト）
- いつも男友達みたいに話してた幼馴染（2020年1月17日、unfinished）※「えふ」名義
- ボーイッシュ美少女を拉致監禁して無理矢理レ●プしました。（2020年6月12日、CASANOVA）

### アダルトサイト
- つばさ（2016年8月27日、マッサDX）
- つばさ（2016年10月1日、KAKUJITSU）
- #503 TSUBASA（2017年3月8日、S-Cute）
- 相原翼（2017年8月26日、AV初心者）

## 写真集

### デジタル写真集
- TEPPAN写真集 拘束 第10章ショートカット美少女陵辱 Steel Hold（2016年12月29日、Teppan）モデル:稲村ひかり、乙葉ななせ、相原翼[15]